# Sphinx Automobiles
Sphinx Automobiles Établissements Perfecto, anciennement F. Terrier, était un constructeur français d'automobiles ,.

## Historique
La société F. Terrier de Courbevoie a commencé à produire des automobiles en 1912, sous le nom de marque Sphinx. D'autres noms étaient Anglo-Sphinx et Sphinx-Globe entre 1913 et 1916, Forster entre 1920 et 1922, et encore Anglo-Sphinx entre 1922 et 1925. Le concepteur était l'Anglais JH Forster,,. Entre 1913 et 1916, des véhicules ont également été fabriqués pour Globe (Tuke & Bell). En 1920, la dénomination de l'entreprise devint Sphinx Automobiles Établissements Perfecto et le déménagement se fit à Puteaux . La production a pris fin en 1925.

## Véhicules
Des cyclecars et de petites voitures faisaient partie de la gamme de fabrication. Un modèle 8/10 CV comportait un moteur monocylindre de 1 038 cm3 de cylindrée . Un autre modèle 8/10 CV était pourvu d'un moteur quatre cylindres en ligne de 1 130 cm3. Il y avait aussi un modèle avec un moteur 1327 V4 . Des vélomoteurs furent aussi produits.
Après 1920, apparurent des modèles avec un moteur boxer à deux cylindres de 1 400 cm3, et avec un moteur à quatre cylindres de 1 323 cm3 de cylindrée .